# موسى مرعب
موسى مرعب ممثل ومؤلف قصة وسيناريو وحوار ومدبلج لبناني.

## عن حياته
له العديد من الأعمال التلفزيونية والسينمائية وله مشاركات في دوبلاج الرسوم المتحركة.

## من أعماله

### المسلسلات وأفلام سينمائية
- قصص ميخائيل نعيمه (سيناريو وحوار) تلفزيون لبنان 1960
- الشاهد الأخير (13 حلقة) تلفزيون لبنان 1962 (تأليف)
- رانية - تليفيلم - تلفزيون لبنان 1962 (تأليف)
- غمرة ورد - تليفيلم - تلفزيون لبنان 1963 (تأليف)
- جريمتكم أنكم أبرياء تليفيلم - تلفزيون لبنان 1972(تأليف)
- العين الثالثة (13 حلقة) تلفزيون لبنان 1988 (نأليف)
- سجن الأيام (7 حلقات) تلفزيون لبنان 1997(تأليف)
- السجن الكبير (13 حلقة) تلفزيون الجديد 1998 (تأليف)
- رحيل الطيور (30 حلقة) تلفزيون المستقبل 2001 (تأليف)
- دخان ومطر (30حلقة) تلفزيون المستقبل 2001 (تأليف)
- حياة الأديب فؤاد سليمان (دراما تسجيلية - وزارة الثقافة والتعليم العالي 2000)
- لا تبكي حبيبتي (22 حلقة) تلفزيون لبنان 2012 (تأليف)
- الحبل (فيلم أكاديمي - الجامعة اللبنانية - مشاركة في مهرجان لينزغ 1972)
- أبرياء (فيلم طويل) إنتاج شوقي متى - إخراج جورج غياض 1978
- ورفعت الجلسة فيلم طويل) إنتاج شوقي متى - إخراج جورج غياض 1985
- الاستاذ مندور (تمثيل)
- احذروا سالم الفري (تمثيل)
- شال الربيع (تمثيل)
- بربر آغا(تمثيل)
- يسعد مساكم(تمثيل)
- ناطور الحارة(تمثيل)
- أبو المراجل(تمثيل)

### السينما
- ورفعت الجلسة
- صيف في عز الشتاء

### في التأليف
- مسلسل رحيل الطيور - مؤلف
- مسلسل سجن الايام - قصة وسيناريو وحوار
- فيلم ورفعت الجلسة = قصة وسيناريو وحوار

### في الدوبلاج
- جزيرة الكنز -هانز(الصوت الأول) / أندرسون / هنتر(الصوت الثاني) / أسكيني دوق

## روابط خارجية
- موسى مرعب على موقع قاعدة بيانات الأفلام العربية